# TT Premier Football League
De TT Premier Football League is het hoogste niveau van het voetbal in Trinidad en Tobago.
De competitie is in 1996 ontstaan als semi-professionele competitie en is sinds 1999 een professionele competitie. Het is de opvolger van het sinds 1974 gespeelde (amateur) kampioenschap van Trinidad en Tobago. Er werd van april tot december gespeeld. Het laagst geklasserde team degradeerd naar de National Super League en de bovenste twee teams plaatsen zich voor het CFU Club Championship. Vanaf 2010 wordt er een najaars-voorjaar competitie gespeeld. In 2017 werd dit weer teruggedraaid.

## Winnaars

### Amateur kampioenschap
- 1974: Defence Force
- 1975: Defence Force
- 1976: Defence Force
- 1977: Defence Force
- 1978: Defence Force
- 1979: Police FC
- 1980: Defence Force
- 1981: Defence Force
- 1982: ASL Sports
- 1983: ASL Sports
- 1984: Defence Force
- 1985: Defence Force
- 1986: Trintoc
- 1987: Defence Force
- 1988: Trintoc
- 1989: Defence Force
- 1990: Defence Force
- 1991: Police FC
- 1992: Defence Force
- 1993: Defence Force
- 1994: Police FC
- 1995: Defence Force

### Semi-professioneel kampioenschap
- 1996: Defence Force
- 1997: Defence Force
- 1998: Joe Public FC

### TT Pro League
- 1999: Defence Force
- 2000: W Connection
- 2001: W Connection
- 2002: San Juan Jabloteh
- 2003: San Juan Jabloteh
- 2004: North East Stars
- 2005: W Connection
- 2006: Joe Public FC
- 2007: San Juan Jabloteh
- 2008: San Juan Jabloteh
- 2009: Joe Public FC
- 2010/11: Defence Force
- 2011/12: W Connection
- 2012/13: Defence Force
- 2013/14: W Connection
- 2014/15: Central FC
- 2015/16: Central FC
- 2016/17: Central FC
- 2017: North East Stars
- 2018: W Connection
- 2019/20: Defence Force
- 2020/21:Niet gespeeld